# Miklavec
Miklavec är en ort i Kroatien.   Den ligger i länet Međimurje, i den nordöstra delen av landet, 80 km nordost om huvudstaden Zagreb. Miklavec ligger 159 meter över havet och antalet invånare är 474.
Terrängen runt Miklavec är huvudsakligen platt, men norrut är den kuperad. Runt Miklavec är det mycket tätbefolkat, med 1 135 invånare per kvadratkilometer. Närmaste större samhälle är Čakovec, 12,5 km söder om Miklavec. Trakten runt Miklavec består till största delen av jordbruksmark.